# Lubień (Miłomłyn)
Pour les articles homonymes, voir Lubień.
Lubień est un village polonais de la voïvodie de Varmie-Mazurie, dans le powiat d'Ostróda.